# Telephanus strictus
Telephanus strictus es una especie de coleóptero de la familia Silvanidae.

## Distribución geográfica
Habita en Jamaica.